# Lonlay-le-Tesson
Lonlay-le-Tesson é uma comuna francesa na região administrativa da Normandia, no departamento Orne. Estende-se por uma área de 12,22 km². Em 2010 a comuna tinha 232 habitantes (densidade: 19 hab./km²).